# Радулов, Игорь Валерьевич
И́горь Вале́рьевич Раду́лов (род. 23 августа 1982, Нижний Тагил, Свердловская область) — российский хоккеист, правый нападающий.

## Биография
Воспитанник нижнетагильского хоккея. Учился в спортинтернате Ярославля вместе с младшим братом Александром. В 2000 году на драфте НХЛ был выбран в 3 раунде под общим 74 номером клубом «Чикаго Блэкхокс». В том же году после нескольких проведённых игр в высшей лиге в составе саратовского «Кристалла» перешёл в СКА. На драфте Канадской хоккейной лиги 2001 года был выбран в 1 раунде под общим 11 номером клубом «Миссиссога Айсдогз». Большую часть сезона 2001/02 провёл в юниорской лиге провинции Онтарио, где в 62 матчах набрал 63 (33+30) очка.
В 2002 году перед вызовом в «Чикаго Блэкхокс», набрал 27 (18+9) очков в 62 играх за «Норфолк Эдмиралс» в АХЛ. В 2004 году, после 43 матчей в составе «Чикаго», вернулся в Россию, в московский «Спартак». Перед началом сезона 2006/07 перешёл в новокузнецкий «Металлург». Однако, проведя в составе клуб лишь 13 игр, был командирован в высшую лигу в «Дмитров», а после этого пополнил состав чеховского «Витязя». 14 января 2009 года стал игроком уфимского «Салавата Юлаева», где выступал вместе с братом Александром.
В 2009 году перешёл в магнитогорский «Металлург», в составе которого в сезоне 2009/10 набрал 17 (11+6) очков в 46 проведённых матчах. Перед началом сезона 2010/11 перешёл в череповецкую «Северсталь». Однако в Череповце его карьера не задалась. В 21 матче за клуб набрал 2 (1+1) очка, после чего 10 января 2011 года был отзаявлен.
24 января принял решение вернуться в «Витязь». Тем не менее, в составе чеховского клуба ему также не удалось стать лидером — в 8 матчах набрал лишь 2 (0+2) очка. 8 июня подписал двухлетний контракт с «Салаватом Юлаевым», в составе которого в сезоне 2011/12 принял участие в 36 матчах, записав на свой счёт 9 (4+5) результативных баллов.
В марте 2012 года был отзаявлен из состава уфимского клуба, а спустя три месяца заключил однолетнее соглашение с ЦСКА. Итог выступления: 47 матчей, 29 (17+12) очков. В плей-офф сыграл 9 матчей, заработав 5 (2+3) очков.
28 мая 2013 года заключил двухгодичный контракт с подмосковным «Атлантом». В сезоне 2013/14 провёл 45 матчей, набрал 21 (15+6) очко. В декабре 2014 года был обменян в «Сочи». Всего за сезон 2014/15 провёл 43 матча и заработал 15 (7+8) очков при показателе полезности −2.
В мае 2015 года агент игрока Юрий Николаев объявил о том, что в новом сезоне нападающий будет выступать за московский «Спартак».
15 мая 2016 года перешёл в «Югру», с которой 17 июля подписал однолетний контракт.

## Статистика
| Легенда | Легенда                    | Легенда | Легенда                   | Легенда | Легенда    |
| ------- | -------------------------- | ------- | ------------------------- | ------- | ---------- |
| И       | Количество проведённых игр | Штр     | Штрафное время            | +/−     | Плюс-минус |
| Г       | Голы                       | П       | Голевые передачи          | О       | Очки       |
| -       | Статистика неизвестна      | —       | Статистика не учитывалась |         |            |

### Клубная карьера
- a В этом сезоне в «Плей-офф» учитывается статистика игрока в Кубке Надежды.